# 曹秉局
曹秉局（조병국，1981年7月1日—），韩国足球运动员，现效力于仁川联足球俱乐部。

## 俱乐部生涯
曹秉局2002年在K联赛球队水原三星蓝翼开始职业足球生涯。2004年底，他和金南一互换，加盟全南天龙，之后很快又在2005赛季前转会加盟城南一和天马。
2011年1月，曹秉局加盟日本职业足球联赛球队仙台维加泰。 在2011赛季，他出场28次，帮助仙台队获得联赛第四名的俱乐部历史最佳成绩。
2011年12月，有中国媒体报道称曹秉局已加盟中国足球超级联赛升班马广州富力，但由于双方没有在待遇方面达成一致，最终广州富力放弃引进曹秉局。
2012年1月，曹秉局转会到另一支日职球队磐田喜悦。他在磐田喜悦的两年合约到期后并没有和球队续约，离开球队。
2014年1月10日，中超球队上海申花宣布曹秉局加盟球队。他是申花俱乐部历史上引进的首位韩国球员。

## 国家队生涯
曹秉局曾代表韩国青年队、国奥队参加2001年東亞運動會、2002年亚洲运动会和2004年夏季奥林匹克运动会。
2003年3月29日，曹秉局在韩国和哥伦比亚的友谊赛中首次代表成年国家队出场。曹秉局曾经代表国家队在2006年世界盃外圍賽、2010年世界盃外圍賽和2014年世界盃外圍賽出场，并在2004年2月18日韩国2比0击败黎巴嫩的2006年世界盃外圍賽中打进在国家队的首个进球，但他并没有入选国家队参加世界杯或亚洲杯决赛圈的名单。

## 荣誉

### 俱乐部
- 水原三星蓝翼
  - 亚洲超级杯：2002
  - 韩国足协杯：2002
  - K联赛：2004

- 城南一和天马
  - K联赛：2006
  - 亚足联冠军联赛：2010